# Erythrocercus livingstonei
Erythrocercus livingstonei là một loài chim trong họ Cettiidae.